# 윤계상
윤계상(尹啓相, 1978년 12월 20일 ~ )은 대한민국의 가수이자 배우이며, 대한민국의 보이 그룹 god의 멤버이다.

## 학력
- 서울잠실초등학교 (졸업)
- 잠실중학교 (졸업)
- 서초전자공업고등학교 (졸업)
- 경희대학교 포스트모던음악학과 (학사)

## 출연작

### 드라마
- 2001년 MBC 청춘시트콤 《뉴 논스톱》
- 2004년 SBS 드라마스페셜 《형수님은 열아홉》 - 강승재 역
- 2007년 SBS 주말 특별기획 드라마 《사랑에 미치다》[1] - 김채준 역
- 2008년 MBC 수목드라마 《누구세요?》 - 차승효 역
- 2009년 MBC 수목드라마《트리플》 - 장현태 역
- 2010년 MBC 수목드라마 《로드 넘버원》 - 신태호 역
- 2011년 MBC 수목드라마 《최고의 사랑》 - 윤필주 역
- 2011년 MBC 일일시트콤 《하이킥 짧은 다리의 역습》 - 윤계상 역
- 2013년 tvN 일일시트콤 《감자별 2013QR3》[2] - 외과 과장 역
- 2014년 KBS2 월화드라마 《태양은 가득히》 - 정세로 / 이은수 역
- 2015년 JTBC 금토드라마 《라스트》 - 장태호 역
- 2016년 tvN 금토드라마 《굿 와이프》 - 서중원 역
- 2019년 JTBC 금토드라마 《초콜릿》- 이강 역
- 2021년 지니 TV 웹드라마 《크라임 퍼즐》 - 한승민 역
- 2022년 Disney+ 웹드라마 《키스 식스 센스》 - 차민후 역
- 2023년 JTBC 수목드라마  《이 연애는 불가항력》 - 로앤하이 대표 역 (특별출연)
- 2023년 ENA 수목드라마 《유괴의 날》 - 김명준 역
- 2024년 Netflix 웹드라마 《아무도 없는 숲속에서》 - 구상준 역
- 2025년 SBS 금토드라마 《트라이: 우리는 기적이 된다》 - 주가람 역
- 미정 《부부가 둘다 놀고 있습니다》 - 편성준 역

### 영화
천만 관객 돌파 영화에 출연한 적이 없다.
| 연도 | 제목                      | 역할         | 비고                                      | 일본판 성우진     |
| ---- | ------------------------- | ------------ | ----------------------------------------- | ----------------- |
| 2004 | 발레교습소                | 강민재       |                                           |                   |
| 2008 | 6년째 연애중              | 김재영       |                                           |                   |
| 2008 | 비스티 보이즈             | 승우         | 본작의 메인 주인공                        |                   |
| 2009 | 집행자                    | 재경         |                                           |                   |
| 2010 | 조금만 더 가까이          | 현오         |                                           |                   |
| 2011 | 풍산개                    | 풍산         | 본작의 메인 주인공                        |                   |
| 2013 | 사랑의 가위바위보         | 운철         |                                           |                   |
| 2013 | 안녕 내사랑               | 장이         |                                           |                   |
| 2014 | 레드카펫                  | 박정우       |                                           |                   |
| 2015 | 소수의견                  | 윤진원       | 본작의 메인 주인공                        |                   |
| 2015 | 극적인 하룻밤             | 유정훈       | 본작의 메인 주인공                        |                   |
| 2016 | 죽여주는 여자             | 도훈         |                                           |                   |
| 2017 | 범죄도시                  | 장첸         | 인간말종 1. 1편의 메인 빌런이자 최종 보스 | 후쿠사토 타츠노리 |
| 2018 | 골든 슬럼버               | 신무열       | 특별출연                                  | 야마모토 카네히라 |
| 2019 | 말모이                    | 류정환       | 본작의 서브 남주인공                      |                   |
| 2019 | 롱 리브 더 킹: 목포 영웅  | 음주단속경찰 | 특별출연                                  |                   |
| 2021 | 유체이탈자                | 강이안       | 본작의 메인 남주인공                      |                   |
| 2023 | 싱글 인 서울              | 선우         | 우정출연                                  |                   |
| 2024 | 지오디 마스터피스 더 무비 | 윤계상(본인) | 주연                                      |                   |

### 리얼리티 프로그램
- 《god의 육아일기》(MBC, 2000년)
- 《특집 god의 육아일기》(MBC, 2001년)
- 《잇 트래블》(Trend E, 2010년)
- 《Real Mate in 호주 계상&세인 시드니 가다》(QTV, 2012년)
- 《윤계상의 원테이블》(Olive TV, 2012년)
- 《KBS 특선다큐》(KBS2, 2013년)
- 《스타, 여행에 빠지다》(KBS2, 2013년)
- 《삼시세끼 어촌편 2》(tvN, 2015년)
- 《톡하는대로》(MBC, 2016년)
- 《같이 걸을까》(JTBC, 2018년)
- 《제철 남자》(TV CHOSUN, 2025년)

### 뮤직비디오
- 차태현 I Love you (2001년)
- 엠씨 더 맥스 〈가슴아 그만해〉 (2007년)

### CF
- SK텔레콤 네이트 (2004년)
- 일동제약 아로나민 씨플러스 (2011년)
- 다나와(Danawa) (2011년)
- 이브자리(Evezary) (2011년)
- 바쏘 옴므(Basso Homme) (2012년)
- 포스트 그래놀라 (2012년)
- 버거킹 트러플 콰트로 머쉬룸 와퍼 (2018년)
- 캐논 EOS M50 (2018년)
- (주) LF - 블루라운지 마에스트로 (2018년)
- BMW 코리아 - BMW미니클럽맨 (2018년)
- 스카이라인게임즈 - 야망 (2018년)
- 마운티아 (2019년-2020년)
- 코오롱 Series (2019년)

## 홍보대사 활동
- 2002년 새천년생명운동 홍보대사
- 2009년 법무부 교정 홍보대사

## 수상 및 후보
| 연도 | 시상식                                 | 부문                                 | 작품                     | 결과 |
| ---- | -------------------------------------- | ------------------------------------ | ------------------------ | ---- |
| 2004 | SBS 연기대상                           | 드라마 스페셜 부문 우수연기상        | 형수님은 열아홉          | 후보 |
| 2005 | 제41회 백상예술대상                    | 영화부문 남자 신인연기상             | 발레교습소               | 수상 |
| 2005 | 제26회 청룡영화상                      | 신인남우상                           | 발레교습소               | 후보 |
| 2005 | 제4회 대한민국 영화대상                | 신인남우상                           | 발레교습소               | 후보 |
| 2007 | 제3회 앙드레김 베스트 스타 어워드      | 남자부문 베스트스타상                | 빈칸                     | 수상 |
| 2007 | SBS 연기대상                           | 특별기획부문 남자 연기상             | 사랑에 미치다            | 후보 |
| 2008 | 제2회 Mnet 20's Choice                 | Hot 무비스타 남자부문                | 비스티 보이즈            | 후보 |
| 2011 | 제48회 대종상                          | 남우주연상                           | 풍산개                   | 후보 |
| 2011 | 제32회 청룡영화상                      | 남우주연상                           | 풍산개                   | 후보 |
| 2011 | 제7회 Mnet 20's Choice                 | 핫 드라마스타 남자                   | 최고의 사랑              | 후보 |
| 2011 | MBC 방송연예대상                       | 코미디·시트콤부문 남자 우수상        | 하이킥! 짧은 다리의 역습 | 수상 |
| 2011 | MBC 방송연예대상                       | 베스트 커플상 (with 백진희)          | 하이킥! 짧은 다리의 역습 | 후보 |
| 2011 | MBC 드라마대상                         | 미니시리즈부문 남자 신인연기상       | 최고의 사랑              | 후보 |
| 2017 | 제6회 한국영화배우협회                 | 스타의 밤 시상식 한국영화 인기스타상 | 범죄도시                 | 수상 |
| 2018 | 제9회 올해의 영화상                    | 올해의 발견상                        | 범죄도시                 | 수상 |
| 2018 | 제27회 부일영화상                      | 남자 인기스타상                      | 범죄도시                 | 후보 |
| 2018 | 제14회 제천국제음악영화제 JIMFF 어워즈 | JIMFF STAR상                         | 범죄도시                 | 수상 |
| 2021 | 제7회 아시아태평양 스타 어워즈         | KT Seezn 스타상                      | 초콜릿                   | 후보 |